# Nguyễn Năng An
Nguyễn Năng An (3 tháng 5 năm 1931) quê quán Gia Phú - Gia Viễn - Ninh Bình, là một Tiến sĩ khoa học ngành Y Việt Nam. Chỗ ở hiện nay ở phố Hoàng Văn Thái - Quận Thanh Xuân - Hà Nội.

## Quá trình công tác
Tiến sĩ khoa học Nguyễn Năng An là Trưởng bộ môn Dị ứng, Chủ tịch Hội khoa học kỹ thuật, Hiệu trưởng trường Đại học Y Hà Nội. Trưởng khoa Dị ứng và Miễn dịch lâm sàng, Phó chủ tịch Hội đồng khoa học Bệnh viện Bạch Mai. Ủy viên Hội đồng Khoa học kỹ thuật Bộ Y tế. Giáo sư đầu ngành Dị ứng và Miễn dịch lâm sàng. Được phong Giáo sư năm 1984. Đại biểu Quốc hội khóa X. Ủy viên Thường vụ Tổng hội Y Dược học Việt Nam. Ủy viên Đoàn Chủ tịch Liên hiệp các Hội Khoa học kỹ thuật Việt Nam. Chủ tịch Hội Hen, Dị Ứng và Miễn dịch lâm sàng Việt Nam. Chủ tịch Liên hiệp các Hội Khoa học kỹ thuật Hà Nội. Phó chủ tịch Hội đồng Khoa học kỹ thuật Hà Nội. Ủy viên thường vụ Liên hiệp các tổ chức hữu nghị Hà Nội. Chủ tịch Hội Việt - Nga Hà Nội. Và là thành viên của nhiều hội chuyên ngành nước ngoài. Ông tốt nghiệp Tiến sĩ và Tiến sĩ khoa học Đại học Y Mátxcơva.